# Высокое (Рогачёвский район)
Высокое (бел. Высокае) — деревня в Городецком сельсовете Рогачёвского района Гомельской области Беларуси.

## География
Расположена на реке Ржавка (приток реки Днепр) в 30 км к юго-востоку от районного центра и железнодорожной станции Рогачёв (на линии Могилёв — Жлобин) и в 120 км от Гомеля.

## Транспортная сеть
Транспортные связи по асфальтной, затем автомобильной дороге Столпня — Гадиловичи. Планировка состоит из криволинейной улицы, близкой к меридиональной ориентации, к которой с востока присоединяются 3 короткие прямолинейные улицы. на запад от главной расположена короткая, близкая к меридиональной ориентации улица. К основной застройке с юга присоединяется короткая, редко застроенная улица. Жилые дома кирпичные и деревянные, преимущественно усадебного типа. В 1987г оду построены щитовые, обложенные кирпичом дома на 50 семей, в которых разместились переселенцы из мест загрязнённых радиацией в результате катастрофы на Чернобыльской АЭС.

## История
По письменным источникам известна с XVIII века как селение в Речицком повете Минского воеводства Великого княжества Литовского. После 1-го раздела Речи Посполитой (1772 год) в составе Российской империи. По инвентарю 1778 года поместье и деревня, в Рогачёвской провинции Могилёвской губернии. В 1822 году в деревне было 1535 десятин земельных угодий, которые принадлежали крестьянам и помещику. Хозяин одного фольварка владел в 1874 году 562 десятинами земли, второго в 1877 году — 393 десятинами земли, трактиром и 2 мельницами. Согласно переписи 1897 года действовала школа грамоты.
В начале 1920-х годов в фольварке был создан колхоз «Верное». В 1930 году организован колхоз «Новый мир», работали ветряная мельница и кузница. Во время Великой Отечественной войны в декабре 1943 года оккупанты сожгли 39 дворов и убили 11 жителей. В боях за деревню и окрестности погибли 274 советских солдата и 2 партизана (похоронены на воинском кладбище в центре деревни). 99 жителей не вернулись с фронтов. Согласно переписи 1959 года центр колхоза «Дружба». Располагались кирпичный завод, льноперерабатывающий завод, средняя школа, Дом культуры, библиотека, детские ясли-сад, фельдшерско-акушерский пункт, отделение связи, магазин.

## Население
- 1778 год — 17 дворов.
- 1847 год — 28 дворов, 297 жителей.
- 1897 год — 110 дворов, 642 жителя (согласно переписи).
- 1909 год — 750 жителей.
- 1925 год — 176 дворов.
- 1959 год — 652 жителя (согласно переписи).
- 2004 год — 160 хозяйств, 461 житель.

## Известные уроженцы
- А. Ф. Самусев — Герой Советского Союза.